# Institut supérieur de médecine Sanjay Gandhi
L'Institut supérieur de médecine Sanjay Gandhi (en hindi : संजय गांधी स्नातकोत्तर आयुर्विज्ञान संस्थान) (SGPGIMS) est un institut médical situé à Lucknow, Uttar Pradesh en Inde.
Il est fondé en 1983 et son nom est en l'honneur de Sanjay Gandhi.
L'institut a un campus de 550 km2, rue Raebareli à 15 km du centre ville.
L'institut délivre ses propres diplôme reconnus par le Medical Council of India. 